# Playstation Revista Oficial - Brasil
Dicas & Truques para PlayStation (D&T, a partir de novembro de 2011: Playstation Revista Oficial - Brasil) é uma revista mensal brasilleira, publicada pela Editora Europa. Seu conteúdo é focado em notícias e artigos relacionados a jogos de videogame produzidos para os consoles fabricados pela empresa Sony.
Lançada em 1998, a revista já foi considerada a revista de videogames com maior número de edições e a mais vendida atualmente. Até abril de 2014 foram publicadas 190 edições.
Em 6 de outubro de 2011 a Sony Brasil anunciou que a partir da edição nr. 155 (novembro de 2011) a revista mudará de nome para Playstation Revista Oficial - Brasil, preservando o conteúdo característico, as suas seções clássicas e o layout gráfico. A revista contará com suporte editorial da revista original publicada nos Estados Unidos, a PlayStation: The Official Magazine.

## Seções
- Fala, Galera
- Preview
- Análises
- Detonados
- Spoiler
- Garota Play
- Troféus
- Ranking